# Víctor Baldo
Víctor Baldo (n. San Nicolás de los Arroyos, Argentina; 4 de marzo de 1977) es un baloncestista argentino retirado. Desarrolló la mayor parte de su carrera en España, jugando mayormente para equipos de la ACB.
Fue internacional con la selección de su país, participando de la  conquista del Campeonato Sudamericano de Baloncesto de 2001.

## Trayectoria

### Clubes
| Club                     | País      | Año         |
| ------------------------ | --------- | ----------- |
| Somisa                   | Argentina | 1992 - 1994 |
| Regatas de San Nicolás   | Argentina | 1994 - 1998 |
| Estudiantes de Olavarría | Argentina | 1998 - 2001 |
| Lucentum Alicante        | España    | 2001 - 2003 |
| Kalise Gran Canaria      | España    | 2003 - 2008 |
| CB Valladolid            | España    | 2008 - 2009 |
| TAU Cerámica             | España    | 2009        |
| CB Valladolid            | España    | 2009 - 2010 |
| CB Gran Canaria          | España    | 2010        |
| Autocid Ford Burgos      | España    | 2010 - 2011 |
| Weber Bahía Estudiantes  | Argentina | 2012        |
| Del Acuerdo              | Argentina | 2013 - 2015 |

## Palmarés
- Estudiantes de Olavarría
  - Liga Nacional de Básquet: 1999-00, 2000-01.
  - Campeonato Panamericano de Clubes: 2000.
  - Liga Sudamericana de Clubes: 2001.
  - Torneo Copa de Campeones: 2000.

- Lucentum Alicante
  - Copa Príncipe de Asturias: 2001-02.
  - LEB Oro: 2001-02.

- CB Valladolid
  - LEB: 2008-09.

- Tau Cerámica
  - Subcampeón de la Liga ACB: 2008-09.

### Distinciones individuales
- Mejor Sexto Hombre de la LNB: 2000-01.
- Participante en el Juego de las Estrellas de la LNB: 2000.[4]